# John Drew Sr.
John Drew, (el nom real del qual era Jonathan Henry Drewland) (Dublín (Irlanda), 3 de setembre, 1827 - Filadèlfia (Pennsylvania), 21 de maig, 1862), va ser un actor de teatre i empresari teatral irlandès, naturalitzat nord-americà.
Membre destacat de la família Drew, tenia estrets vincles familiars amb les famílies Lupino/Lane i Barrymore.

## Biografia
Nascut a Irlanda, Jonathan Henry Drewland era fill de Thomas L. Drew (c. 1806-1859) i Louise Kanten (1801-1869), el cinquè de sis fills. La família vivia a Templeogue, un poble pobre del comtat de Dublín. El 1832, els Drewland van emigrar als Estats Units i van viure a Boston, la ciutat on va créixer en John.

## Carrera
Young Drew va trobar feina amb la companyia de Joseph J. Johlen, un empresari teatral. Va aparèixer en diverses obres de Johlen, com Uncle Mutch, The Barber Man, Canterbury of Livingston i The Progrist.
Drew va fer la seva primera aparició als escenaris de Nova York l'any 1846. Va tenir un gran èxit amb les seves obres de teatre irlandeses i comèdies lleugeres que va fer una gira pels Estats Units. A més d'actuar, John Drew es va convertir en empresari, fent-se càrrec de l'"Arch Street Theatre".
John Drew es va casar amb Louisa Lane el 1848: ell estava en el seu primer matrimoni, ella en el tercer. La parella va tenir tres fills: Louisa (1852-1888), John Jr. (1853-1927) i Georgiana (1856-1893). Georgiana es va casar amb Maurice Barrymore el 1876, fundant així la dinastia Barrymore, el que es convertiria en la Família Reial de Hollywood. En conseqüència, John Drew és l'avi de Lionel Lionel, Ethel i John Barrymore.
Drew va morir a la seva casa de Filadèlfia als 34 anys, després de rebre un tret al cap en una festa organitzada per a Georgiana. Va ser enterrat al cementiri de Glenwood a Filadèlfia. Quan el cementiri va tancar, es va traslladar al cementiri de Mount Vernon. Després de la seva mort, la seva dona Louisa es va fer càrrec de la gestió de l'"Arc Street Theatre".